# Potamoperla
Potamoperla is een geslacht van steenvliegen uit de familie Gripopterygidae. De wetenschappelijke naam van het geslacht is voor het eerst geldig gepubliceerd in 1963 door Illies.

## Soorten
Potamoperla omvat de volgende soorten:
- Potamoperla myrmidon (Mabille, 1891)